# 瓦尔福雷
瓦尔福雷（法語：Valforêt，法語發音：[valfɔʁɛ]）是法国科多尔省的一个市镇，属于博讷区。该市镇于2019年由原市镇克莱芒塞和克米尼-普瓦索合并而成。

## 地理
瓦尔福雷（47°14'53"N, 4°52'59"E）面积20.04 平方千米，位于法国勃艮第-弗朗什-孔泰大區科多尔省，该省份为法国中东部省份，北起奥布省，西接涅夫勒省和约讷省，南至索恩-卢瓦尔省，东南接汝拉省，东临上索恩省，东北部与上马恩省接壤。
与瓦尔福雷接壤的市镇（或旧市镇、城区）包括：乌什河畔弗勒雷、乌什河畔沃拉尔、弗拉维涅罗、库谢、菲桑、布罗雄、尚伯夫、瑟姆藏日、热尔格伊、于尔西。
瓦尔福雷的时区为UTC+01:00、UTC+02:00（夏令时）。

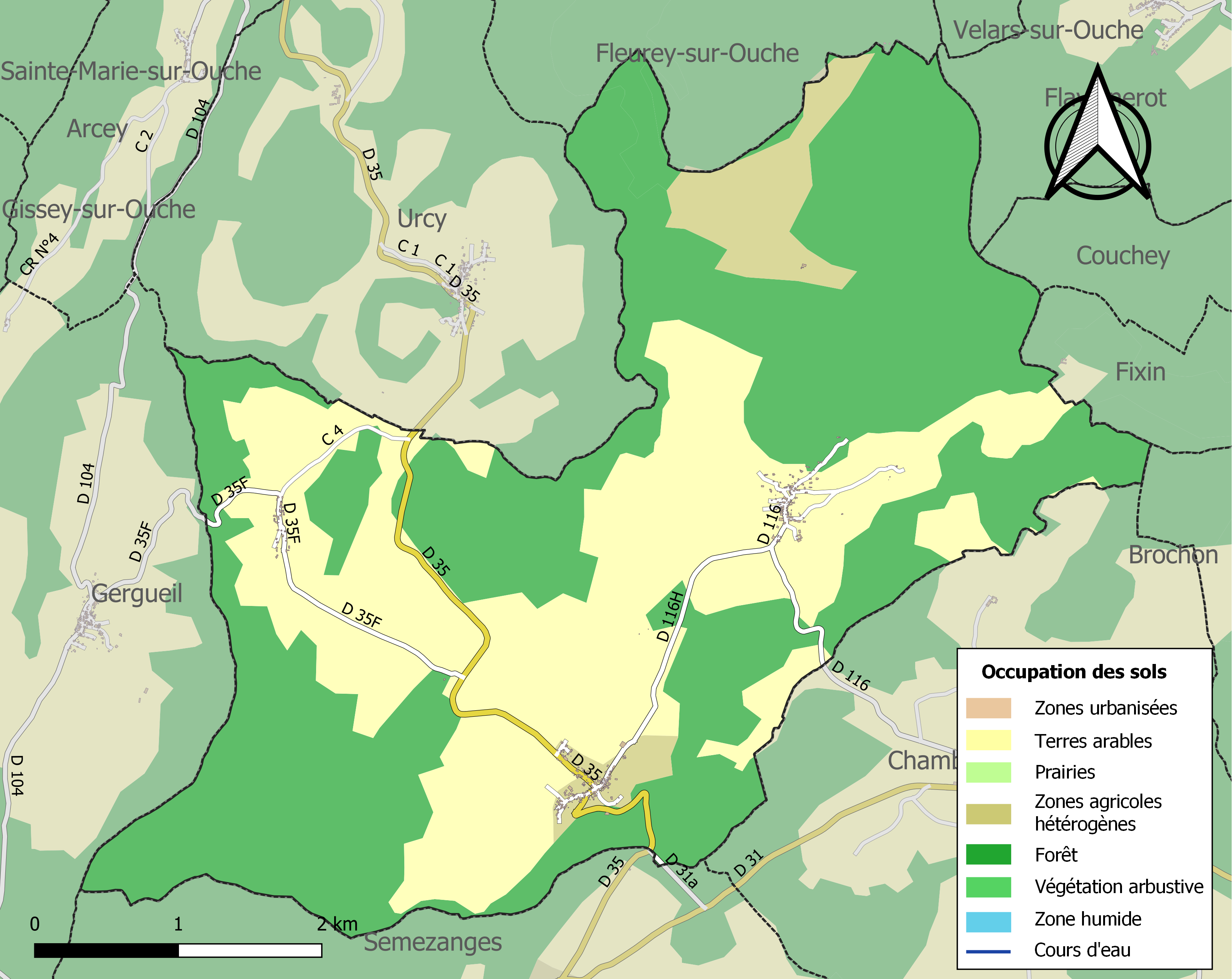
瓦尔福雷的OSM定位图

## 行政
瓦尔福雷的邮政编码为21220，INSEE市镇编码为21178。

## 政治
瓦尔福雷所属的省级选区为隆维县。

## 人口
瓦尔福雷于2022年1月1日时的人口数量为322人。